# Джелял Наріман Енверович
Наріма́н Джеля́л (крим. Nariman Celâl, рос. Нариман Энверович Джелялов, нар. 27 квітня 1980, Навої, Узбецька РСР) — надзвичайний та повноважний посл України в Турецькій Республіці, український кримськотатарський політик, викладач, політолог та журналіст. Заступник голови Меджлісу кримськотатарського народу (з 2013 року), керівник інформаційно-аналітичного підрозділу.

## Життєпис
Народився в Навої Узбецької РСР. 1989 року переїхав до Криму, навчався в Майському НВК у Джанкої.
2005 року закінчив Одеський національний університет за спеціальністю «Політологія».
Працював ведучим на телеканалі «ATR», кореспондентом республіканської газети «Авдет» та викладав історію і правознавство в Сімферопольській міжнародній школі. Окрім того, займався політологією та входив до складу Меджлісу кримськотатарського народу.
2012 року балотувався до Верховної Ради України по 2-му мажоритарному округу, однак за 11 днів до виборів зняв свою кандидатуру.
У листопаді 2013 року, після обрання Рефата Чубарова головою Меджлісу, Джелял став одним із його заступників, очоливши інформаційно-аналітичний підрозділ організації.
3-4 вересня 2021 року представники окупаційної «влади» РФ у Криму провели серію обшуків та затримали Джеляла та чотирьох інших українців. Його та інших затриманих вивезли в невідомому напрямку зі села Первомайське Сімферопольського району в Криму. Співробітники ФСБ утримували його у наручниках із мішком на голові, чинили психологічний тиск та поводились із ним особливо жорстоко. Голова Меджлісу Рефат Чубаров зазначив, що його заступнику Джелялу окупаційна влада висунула підозру в «диверсії».
Згодом ФСБ РФ опублікувало заяву, що Джеляла підозрюють у підриві ділянки газопроводу, який стався 23 серпня 2021 поблизу Перевального, що біля Сімферополя. 29 жовтня сімферопольський «суд» продовжив арешт Джеляла до 23 січня 2022 року.
Резолюція ГА ООН «Ситуація з правами людини в Автономній Республіці Крим та м. Севастополь, Україна» від 16 грудня 2021 року висловила глибоку стурбованість у зв'язку з тим, що російська влада застосовує тортури для отримання «зізнань» у ході політично мотивованих процесів, свавільні затримання й арешти українських громадян, зокрема Нарімана Джеляла.
В ув'язненні Джелял писав статті, де аналізував ситуацію в Криму після російської окупації.
28 червня 2024 року Нарімана Джеляла вдалося повернути в Україну.
14 травня 2025 року Наріман Джелял призначений послом у Туреччині. 8 липня 2025 року — вручив вірчі грамоти президенту Туреччини Реджепу Тайїпу Ердогану.

## Нагороди
- Орден «За заслуги» ІІІ ст. (2020), з нагоди Дня незалежності України.[джерело?]
- Державна стипендія імені Левка Лук'яненка: Джелялу виплачувалася держстипендія протягом його незаконного затримання та ще рік після звільнення[16].

### Інтерв'ю
- Наріман Джелял: Ми всім дуже вдячні, але для нас головне залишатись на своїй Вітчизні. Сайт ТРК «Львів». 4 березня 2014. Архів оригіналу за 13 березня 2014. Процитовано 13 березня 2014. {{cite web}}: Зовнішнє посилання в |publisher= (довідка)
- Наріман Джелял, заступник голови Меджлісу Кримсько-татарського народу у програмі Прямим текстом. «YouTube». 27 лютого 2014. Архів оригіналу за 6 липня 2014. Процитовано 13 березня 2014. {{cite web}}: Зовнішнє посилання в |publisher= (довідка)
- Нариман Джелял на передаче Мызмызлар. «YouTube». 19 серпня 2012. Архів оригіналу за 10 липня 2014. Процитовано 13 березня 2014. {{cite web}}: Зовнішнє посилання в |publisher= (довідка)
- Нариман Джелялов: Если власть хочет влиять на крымских татар, то она уже сейчас должна выстраивать отношения с возможным победителем. «ДеПо.ua». 1 грудня 2011. Архів оригіналу за 13 березня 2014. Процитовано 13 березня 2014. {{cite web}}: Зовнішнє посилання в |publisher= (довідка)